# Навакатикян, Александр Оганесович
Александр Оганесович Навакатикян (арм. Ալեքսանդր Հովհաննեսի Նավակատիկյան; 1925—2006) — советский учёный и педагог в области гигиены, доктор медицинских наук, профессор, член-корреспондент АМН СССР (1988), действительный член НАН Украины (1992) и НАМН Украины (1993). Заслуженный деятель науки и техники Украинской ССР (1985).

## Биография
Родился 29 апреля 1925 года в Ереване. 
С 1943 по 1948 год обучался в Северо-Осетинском государственным медицинском институте, с 1948 по 1951 год обучалась в аспирантуре этого института.
С 1960 по 1968 год на научной работе в Донецком НИИ гигиены труда в должности  заместителя директора по научной работе, одновременно с 1965 года помимо научной занимался и педагогической работой в Донецком государственном университете был организатором и первым заведующим кафедры физиологии человека и животных.
С 1968 по 2002 год на научной работе в Институте медицины труда имени Ю. И. Кундиева НАМН Украины в должностях: с 1968 по 1996 год — заместитель директора по науке этого института и одновременно заведующий отделом физиологии труда.

### Научно-педагогическая деятельность
Основная научно-педагогическая деятельность А. О. Навакатикяна была связана с вопросами в области теоретических и практических вопросов физиологии, гигиены и медицины труда. Основные его научные исследования были посвящены 
механизмам развития, диагностике и профилактике предпатологии, патологии и  стресса, развивавшиеся в ходе факторов среды и трудовой деятельности. С 2002 года являлся членом Правления Украинского научного общества гигиенистов и физиологов.
В 1952 году защитил кандидатскую диссертацию по теме: «Влияние адреналина и симпатической нервной системы на функциональное состояние барорецепторов аортальной и синокаротидной рефлектогенных зон», в 1962 году защитил диссертацию на соискание учёной степени доктор медицинских наук по теме: «Функциональное состояние дыхательной системы при пневмокониозах и хронических бронхитах пылевой этиологии и роль нервных механизмов в его изменениях», в 1965 году ему была присвоена учёная степень профессора. В 1988 году он был избран член-корреспондентом АМН СССР. В 1992 году избран действительным членом НАН Украины, а в 1993 году —  действительным членом НАМН Украины по отделению патологическая физиология. Под руководством А. О. Навакатикяна было написано около трёхсот сорока научных работ, в том числе шесть монографий и двенадцать учебников для высших заведений. Им было подготовлено девять докторов и сорок семь кандидатов наук.
Скончался 3 ноября 2006 года в Киеве.

## Награды и звания
- Орден «Знак Почёта»
- Заслуженный деятель науки и техники Украинской ССР